# 오카와 타이야
오카와 타이야 (오오카와 싶지만, 1997년 < 헤세이 9년> 11월 16일 -)는 일본의 배우, TikToker . 아이치현 나고야시 출신. 본명은 불명. 실 여동생이 SKE48 전 멤버 고토 락 들이다. 'TikTok계 배우'로도 불린다. 스타 더스트 프로모션 소속 .
내정이 결정된 뒤 당시의 교제 상대가 다른 사람에게 호의를 갖고 사이좋게 지내고 있었던 것에 참을 수 없게 되어 스스로 헤어졌다고 했다. 상대에게 화를 내면서도, 그 때 이렇게 해 두면 좋았다고 후회한 부분도 있어, 「이제 후회하지 않는 인생을 보내자」라고 결심했다. 또 그 무렵 평소 농담만 할 할아버지에게 증권회사에 들어가는 이유가 대답되지 않았음을 꾸짖어 '자신이 한 일을 해라'고 해서 다시 자신의 길을 생각하게 된다. 그 후, 친 여동생 고토라쿠의 SKE48 졸업 라이브를 본 것으로, 감동을 전달하는 것이야말로 인간의 가치가 아닐까 생각해, 자신에게 감동을 준 TV, 영화에 출연하는 배우가 되는 것이 정말로 하고 싶다 일이다, 라고 배우가 되는 결심을 했다.

### 중학생 시절
재키 체인, 가면 라이더, 슈퍼 전대 시리즈를 좋아했지만 부모가 어려웠기 때문에 TV를 많이 볼 수없는 어린 시절을 보냈다. 그러나 TV에 나가고 싶다는 동경은 계속 있었다고 말하고 있다.
취업활동으로 텔레비전국을 받았지만, 모두 불채용이 된다. 침체 포기 모드 속 '이제 일하면 뭐든지 좋다'며 증권회사 에서 일하는 선배의 영향도 있어 증권회사에 원서를 제출해 내정이 결정됐다. 이것으로 일반인이 될 것인가, 라고 생각했다고 한다.
중학 수험이 끝나자 오디션을 거쳐 중학생 일기 에 출연했다. 그 때의 촬영 분위기가 즐겁고, 프로듀서 에 흥미를 가진 것으로, 텔레비전국에 들어가는 것을 꿈꾸게 된다.
배우가 되는 것을 부모가 용서해, 와타나베엔터테인먼트 에 소속하는 것을 결정하고 있었다. 연예사무소에 합격해 증권회사 내정식에는 참여하지 않고 증권사를 그만두었다. 그리고 1000일 후까지는 드라마의 주연을 펼치겠다고 결단했다. 그때까지 LINE LIVE, TikTok, YouTube를 시작했다. TikTok의 쇼트 드라마 로 버즈, 자신감이 있었다. 버즈한 덕분에 TikTok 어워드에서 수상했다. 하지만 2024년 1월 19일까지는 드라마의 주연을 펼치겠다고 결정했지만 실현할 수 없었다. 그러나 영화의 주연이 될 것으로 결정했다. 「이것이 나다」라고 말하고 있다.
- 취미는 피아노, 동영상 편집 (TikTok), 스위트, 레코드 수집[1] .
- 특기는 가라데 일반 2단(와도류), 골프 (베스트 72), 살진, 액션, 일상영 회화( 영검 준 일급)[1]
- 자격은 영국 검준 일급, 보통 자동차 면허 .
- 가장 좋아하는 음식은 스시[動画 1] .
- 메이지 대학 대학원 상학 연구과 · 상학부 졸업[動画 2] .
- 고등학교 2학년 때 호주에 유학했지만 그다지 영어를 익히지 못했다고 말했다.

- 안녕 마에스트로~아버지와 나의 아파시오나트~ 제7화·제8화(2024년 1월 14일-, TBS)-나츠메 슌헤이
- 마호 ~여우편~(2021년 10월 11일-, TV 사이타마) -료우 역

- 바비의 Happy Pampee (2024년 1월 24일, 31일-, BSJapanext )

- 「이상한 나라의 앨리스」(2022년 8월-) - 도도 역
- 극단 Miss 여자회 제5회 공연 「SEVEN」(2022년 12월 1일) 주연 ·이치로 역
- 「눈에 띄지 않는 풍경」(2021년 9월-) - 렌 역
- 「뷰티 티풀」(2021년 12월-) - 아라이 유토 역
- 낭독극 "동성동명"(2024년 5월) - 오야마 마사키 역[2]

- 2022년
  - YouTube Creator Awards 수상
- 2023년
  - TikTok Awards Japan(Drama Creator of the Year) 부문 수상[3]

1. 1 2 3  “大川泰雅”. 《スターダストプロモーション》 (일본어). 2023년 9월 18일. 2024년 2월 21일에 확인함.
2. ↑  “森次政裕主演「同姓同名」京典和玖・宮島優心ら全キャスト明らかに、追加公演も決定”. 《ステージナタリー》. ナターシャ. 2024년 3월 23일. 2024년 3월 24일에 확인함. 다음 글자 무시됨: ‘和書’ (도움말)
3. ↑  “2023年、TikTokで活躍したクリエイターを表彰する「TikTok Creator Awards Japan 2023」受賞者が決定！Creator of the Yearは「ケンティー健人」に”. 《Newsroom | TikTok》 (일본어). 2019년 8월 16일. 2024년 2월 22일에 확인함.

1. ↑   (일본어) |제목=이(가) 없거나 비었음 (도움말)
2. ↑   (일본어) |제목=이(가) 없거나 비었음 (도움말)